# Dyckesville
Dyckesville – jednostka osadnicza w Stanach Zjednoczonych, w stanie Wisconsin, w hrabstwie Brown.